# Corneliu Ioan Dida
Corneliu Ioan Dida (n. 26 mai 1942, Constanța -d. 15 ianuarie 2008) a fost un politician român, membru al Parlamentului României din partea Partidului Social Democrat. În cadrul activității sale parlamentare, Corneliu Ioan Dida a fost membru în grupurile parlamentare de prietenie cu Republica Letonia, Republica Coasta de Fildeș și Republica Bulgaria. După decesul său, deputatul Corneliu Ioan Dida a fost înlocuit de către deputatul Lucian Băluț.